# Tersztyánszky János
Tersztyánszky János, Tersztyánszky Keresztély János (Trsztena , 1706. november 29. – Trencsén, 1781. szeptember 20.) bölcseleti és teológiai doktor, Jézus-társaságbeli áldozópap és tanár.

## Élete
1722-ben lépett a rendbe. Költészetet és ékesszólást tanított Kassán, Kolozsvárt és miután bölcseleti és teológiai doktor lett, a bölcseletet, teológiát és egyházjogot Kassán és Nagyszombatban tanította. Azután Budán a rend ügyeinek tisztviselője volt a Magyar Királyi Kurián 11 évig. Végül lelki atya Ungvárt, Sárospatakon és Szakolcán.
Nevét Tercsánszkynak, Terstzanskinak és Trstzanszkinak is írták.

## Művei
- Laureata Virginitas e connubio, sive illustria Virgineorum Conjugum exempla. Carmen eleg. Cassoviae, 1731
- Cassovia vetus et nova chronologice proposita. Uo. 1732
- Immaculata Conceptus Mariani argumentum dictione panegyrica propositum. Tyrnaviae, 1734
- Ortus et progressus almae Sodalitatis B. V. Mariae gloriosae in coelos assumtae, apostolice autoritate in gymnasio Alba-Regalensi erectae et. confirmatae. Budae, 1737
- Oratio funebris Carolo VI. Imp. Claudiopoli, 1741
- Physica exotica, seu arcana naturae et artis. Cassoviae, 1745
- Topographia magni Regni Hungariae, olim a quodam S. G. sacerdote (Mich. Bombardi) conscripta, nunc studio cujusdam ex eadem societate sacerdotis (Jo. B. Terstyanszki) emendata et aucta. Viennae Austriae, 1750